# Milan Kubáň
Milan Kubáň (* 1976) ist ein ehemaliger slowakischer Kanute und heutiger Trainer.
Milan Kubáň startete in den 1990er- und 2000er-Jahren erfolgreich im Canadier-Zweier bei Welt- und Europameisterschaften.
Seit seiner ersten Teilnahme bei den Weltmeisterschaften 1993 bis zu seinem Karriereende 2007 war Marián Olejník sein Partner im Boot. Ihre größten Erfolge feierten die beiden hierbei bei den Teamwettbewerben. Angeführt von den mehrmaligen Olympiasiegern Pavol und Peter Hochschorner konnten sie 2002 und 2005 den Europameisterschaftstitel gewinnen. Der größte Erfolg ohne das Team gelang ihnen bei der Weltmeisterschaft 2005 in Penrith, bei der sie nur knapp vom deutschen Boot mit Christian Bahmann und Michael Senft geschlagen wurden.
Seit 2009 arbeitet Kubáň als Trainer. Er trainiert unter anderem Takuya Haneda, der mit seiner Bronze-Medaille bei den Olympischen Sommerspielen 2016 in Rio die erste Medaille für Japan im Kanuslalom gewinnen konnte.